# Kévin Théophile-Catherine
Kévin Théophile-Catherine, né le 28 octobre 1989 à Saint-Brieuc (Côtes-d'Armor), est un footballeur français qui évolue au poste de défenseur au Dinamo Zagreb.

## Biographie
Costarmoricain de naissance, Kévin Théophile-Catherine est formé au Stade rennais FC avec lequel il remporte le Championnat de France des 18 ans en 2007, puis la Coupe Gambardella l'année suivante.
Milieu défensif repositionné arrière droit, il séduit Guy Lacombe qui le lance chez les professionnels en le titularisant pour un match de Coupe de la Ligue face au Mans, le 24 septembre 2008.
Il signe son premier contrat professionnel le 1er mai 2009 pour 3 ans. Il débute en Ligue 1 le 17 octobre 2009, titularisé par Frédéric Antonetti face au LOSC (0-0), mais alterne par la suite les matchs de CFA et les places sur le banc de touche. Au début de la saison 2010-2011, Kévin Théophile-Catherine est titularisé sur le côté gauche de la défense par Antonetti. Il s'impose comme titulaire à ce poste. Lors de la saison 2011-2012, il dispute 46 matchs toutes compétitions confondues.
Le 31 août 2013, il signe pour trois saisons en faveur du club gallois de Cardiff City, promu en Premier League. Le montant du transfert est évalué à 2,5 millions d'euros.
Le 18 août 2014, il fait son retour en France en rejoignant les rangs de l'AS Saint-Étienne pour combler numériquement le départ de Kurt Zouma à Chelsea. Il est prêté un an avec option d'achat. Après une saison convaincante dans le Forez conclue par 42 apparitions toutes compétitions confondues, le club décide de lever son option d'achat de deux millions d'euros. Le joueur signe ainsi un contrat avec les Verts jusqu'en 2018. Sa deuxième saison commence plus difficilement, titulaire lors des quatre premières journées de championnat, il se blesse au pied le 30 août 2015 lors de la victoire 2 à 1 contre Bastia et est alors indisponible pour 3 mois.
Le 3 janvier 2016, il fait son retour comme titulaire contre Raon-l'Étape en défense centrale aux côtés de Loïc Perrin. Le 2 avril suivant il marque son premier but avec les verts contre Ajaccio.
Le 26 juin 2018, après quatre saisons à Saint-Étienne, Théophile-Catherine quitte la France pour la Croatie et s'engage pour trois ans avec le Dinamo Zagreb où il portera le numéro 28.

## Statistiques
| Saison                | Club                  | Championnat           | Championnat | Championnat | Coupe nationale | Coupe nationale | Coupe de la Ligue | Coupe de la Ligue | Compétition(s) continentale(s) | Compétition(s) continentale(s) | Compétition(s) continentale(s) | Total | Total |
| Saison                | Club                  | Division              | M.          | B.          | M.              | B.              | M.                | B.                | Comp.                          | M.                             | B.                             | M.    | B.    |
| 2008-2009             | Stade rennais FC      | Ligue 1               | -           | -           | -               | -               | 2                 | 0                 | C3+C4                          | 0                              | 0                              | 2     | 0     |
| 2009-2010             | Stade rennais FC      | Ligue 1               | 2           | 0           | -               | -               | 1                 | 0                 | -                              | -                              | -                              | 3     | 0     |
| 2010-2011             | Stade rennais FC      | Ligue 1               | 26          | 2           | 3               | 0               | 1                 | 0                 | -                              | -                              | -                              | 30    | 2     |
| 2011-2012             | Stade rennais FC      | Ligue 1               | 36          | 0           | 4               | 0               | 0                 | 0                 | C3                             | 6                              | 0                              | 46    | 0     |
| 2012-2013             | Stade rennais FC      | Ligue 1               | 29          | 1           | 1               | 0               | 3                 | 0                 | -                              | -                              | -                              | 33    | 1     |
| 2013-2014             | Stade rennais FC      | Ligue 1               | 3           | 0           | -               | -               | -                 | -                 | -                              | -                              | -                              | 3     | 0     |
| Sous-total            | Sous-total            | Sous-total            | 96          | 3           | 8               | 0               | 7                 | 0                 | -                              | 6                              | 0                              | 117   | 3     |
| 2013-2014             | Cardiff City FC       | Premier League        | 28          | 0           | 2               | 0               | -                 | -                 | -                              | -                              | -                              | 30    | 0     |
| 2014-2015             | Cardiff City FC       | Championship          | -           | -           | -               | -               | 1                 | 0                 | -                              | -                              | -                              | 1     | 0     |
| Sous-total            | Sous-total            | Sous-total            | 28          | 0           | 2               | 0               | 1                 | 0                 | -                              | -                              | -                              | 31    | 0     |
| 2014-2015             | AS Saint-Étienne      | Ligue 1               | 31          | 0           | 4               | 0               | 2                 | 0                 | C3                             | 5                              | 0                              | 42    | 0     |
| 2015-2016             | AS Saint-Étienne      | Ligue 1               | 22          | 1           | 3               | 0               | -                 | -                 | C3                             | 6                              | 0                              | 31    | 1     |
| 2016-2017             | AS Saint-Étienne      | Ligue 1               | 31          | 0           | 1               | 0               | 1                 | 0                 | C3                             | 10                             | 0                              | 43    | 0     |
| 2017-2018             | AS Saint-Étienne      | Ligue 1               | 25          | 0           | 1               | 0               | -                 | -                 | -                              | -                              | -                              | 26    | 0     |
| Sous-total            | Sous-total            | Sous-total            | 109         | 1           | 9               | 0               | 3                 | 0                 | -                              | 21                             | 0                              | 142   | 1     |
| 2018-2019             | Dinamo Zagreb         | SuperSport HNL        | 14          | 1           | 3               | 0               | -                 | -                 | C1+C3                          | 6+9                            | 0                              | 32    | 1     |
| 2019-2020             | Dinamo Zagreb         | SuperSport HNL        | 21          | 1           | -               | -               | -                 | -                 | C1                             | 5                              | 0                              | 26    | 1     |
| 2020-2021             | Dinamo Zagreb         | SuperSport HNL        | 27          | 1           | 4               | 0               | -                 | -                 | C1+C3                          | 1+11                           | 0                              | 43    | 1     |
| 2021-2022             | Dinamo Zagreb         | SuperSport HNL        | 22          | 0           | 1               | 0               | -                 | -                 | C1+C3                          | 8+8                            | 0                              | 39    | 0     |
| 2022-2023             | Dinamo Zagreb         | SuperSport HNL        | 7           | 0           | 4               | 0               | -                 | -                 | C1                             | 2                              | 0                              | 13    | 0     |
| 2023-2024             | Dinamo Zagreb         | SuperSport HNL        | 21          | 0           | 3               | 0               | -                 | -                 | C4                             | 4                              | 0                              | 28    | 0     |
| 2024-2025             | Dinamo Zagreb         | SuperSport HNL        | 25          | 2           | 1               | 0               | -                 | -                 | C1                             | 9                              | 0                              | 35    | 2     |
| Sous-total            | Sous-total            | Sous-total            | 137         | 5           | 16              | 0               | -                 | -                 | -                              | 63                             | 0                              | 216   | 5     |
| Total sur la carrière | Total sur la carrière | Total sur la carrière | 369         | 9           | 35              | 0               | 11                | 0                 | -                              | 100                            | 0                              | 515   | 9     |

## Palmarès
Stade rennais FC :
- Champion de France des moins de 18 ans en 2007
- Vainqueur de la Coupe Gambardella en 2008

 Dinamo Zagreb :
- Champion de Croatie en 2019, 2020, 2021, 2022, 2023 et 2024.
  - Vice-champion en 2025.
- Vainqueur de la Coupe de Croatie en 2021 et 2024
  - Finaliste en 2019
- Vainqueur de la Supercoupe de Croatie en 2022